# Everything We Need
«Everything We Need» (с англ. — «Всё что нам надо») — песня американского рэпера Канье Уэста из его девятого студийного альбома Jesus Is King. Она является переделкой раннее слитой песни «The Storm». Песня содержит гостевые участия от Ty Dolla Sign и американского певца Ant Clemons.

## История
Осенью 2018 года Ant Clemons встретился с Уэстом, Chance the Rapper и Candace Owens. Во время фристайла, Clemons и Chance the Rapper была придумана «Everything We Need». В октябре 2019 года Муравей Клемонс сказал, что песня возникла из-за разговора с Уэстом о Христе, и заявил: «многие лучшие песни рождаются из разговоров».
«Everything We Need» является новой версией песни «The Storm». Трек просочился в сеть в июле 2019 года, включая вокал умершего в 2018 году американского рэпера XXXTentacion, однако он был вырезан из окончательной версии. Позже его куплет был использован на песне «Voices». «Everything We Need» была одном из трёх песен, микширование которой было исправлено, что привело к задержке выпуска Jesus Is King.

## Участники записи
Адаптировано под Tidal.
- Авторы – Канье Уэст, Энтони Клемонс, Брэндфорд Льюс, Сайдел Янг, Фредрико Виндвер, Исаак ДеБони, Джамал Гвин, Майкл Муле, Майк Дин, Роналд Спенс-мл., Тайрон Виллиам-мл.
- Продюсеры – Уэйст, FNZ, Ronny J
- Сопродюсеры – BoogzDaBest, Federico Vindver
- Дополнительный продюсер – Mike Dean

IMAX версия для фильма Jesus Is King film.
- Авторы – Клемонс, Уфоро Ебонг, Гриффин-мл., Спенс-мл., Уэст

## Чарты
| Чарт (2019)                                 | Высшая позиция |
| ------------------------------------------- | -------------- |
| Австралия (ARIA)                            | 26             |
| Канада (Billboard Canadian Hot 100)         | 30             |
| Чехия (Singles Digitál Top 100)             | 94             |
| Дания (Tracklisten)                         | 36             |
| Estonia (Eesti Ekspress)                    | 35             |
| Франция (SNEP)                              | 103            |
| Greece International Digital Singles (IFPI) | 71             |
| Iceland (Tonlist)                           | 19             |
| Latvia (LAIPA)                              | 20             |
| Lithuania (AGATA)                           | 42             |
| Нидерланды (Single Top 100)                 | 97             |
| Новая Зеландия (Recorded Music NZ)          | 27             |
| Норвегия (VG-lista)                         | 39             |
| Португалия (AFP)                            | 54             |
| Словакия (Singles Digitál Top 100)          | 94             |
| Швеция (Sverigetopplistan)                  | 45             |
| Великобритания (OCC UK Hip Hop/R&B)         | 19             |
| США (Billboard Hot 100)                     | 33             |
| США (Billboard Hot Christian Songs)         | 5              |
| US Gospel Songs (Billboard)                 | 5              |
| США (Billboard Hot R&B/Hip-Hop Songs)       | 17             |
| US Rolling Stone Top 100                    | 8              |

| Чарт (2019)                    | Высшая позиция |
| ------------------------------ | -------------- |
| US Christian Songs (Billboard) | 46             |
| US Gospel Songs (Billboard)    | 9              |

| Chart (2020)                   | Position |
| ------------------------------ | -------- |
| US Christian Songs (Billboard) | 54       |
| US Gospel Songs (Billboard)    | 8        |